# Kajsa Bergqvist
Kajsa Margareta Bergqvist, född 12 oktober 1976 i Sollentuna, Stockholms län, är en svensk före detta höjdhoppare och från och med 2021  förbundskapten för Sveriges friidrottslandslag. Hon har senare verkat som Unicef-ambassadör, föreläsare och expertkommentator på SVT. Hon är även utbildad sommelière.
Kajsa Bergqvist, som är 175 cm lång, blev första svenska kvinna att hoppa över två meter. Hon innehar med 2,06 m det svenska höjdhoppsrekordet, medan hon inomhus är världsrekordhållare med 2,08 m. Hon belönades 1998 med Stora grabbars och tjejers märke nummer 436.

## Biografi

### Tidiga år
När Kajsa Bergqvist var sex år gammal vaknade hennes intresse för idrott. Hon provade fotboll, volleyboll, badminton, simning och längdåkning, men inget höll kvar hennes intresse. När hon var tio år blev hon övertalad av sin storebror att springa Rösjöloppet, ett distanslopp. Efter det började hon även testa de andra grenarna inom friidrotten. Bergqvist höll på med alla grenarna tills hon var 15 år då hennes klubb Turebergs FK fick en ny tränare, Bengt Jönsson. Efter ett tag märkte Jönsson och Bergqvist att det var höjdhopp som hon tyckte var roligast och var bäst på, så hon slutade med de andra grenarna. Jönsson var hennes tränare fram till år 2003 då Yannick Tregaro tog över.

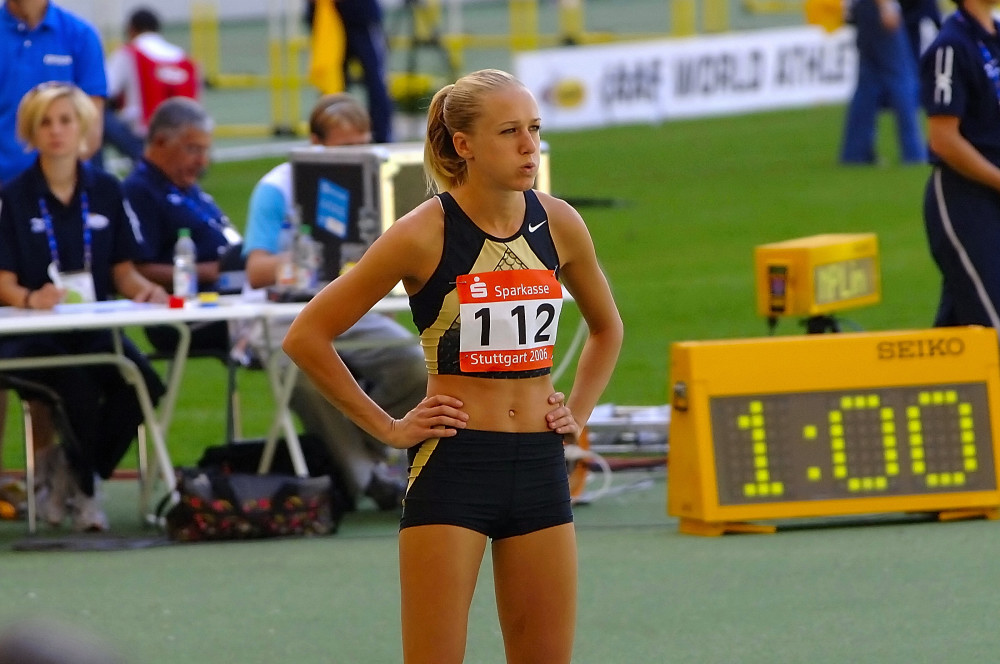
Bergqvist i Stuttgart 2006.

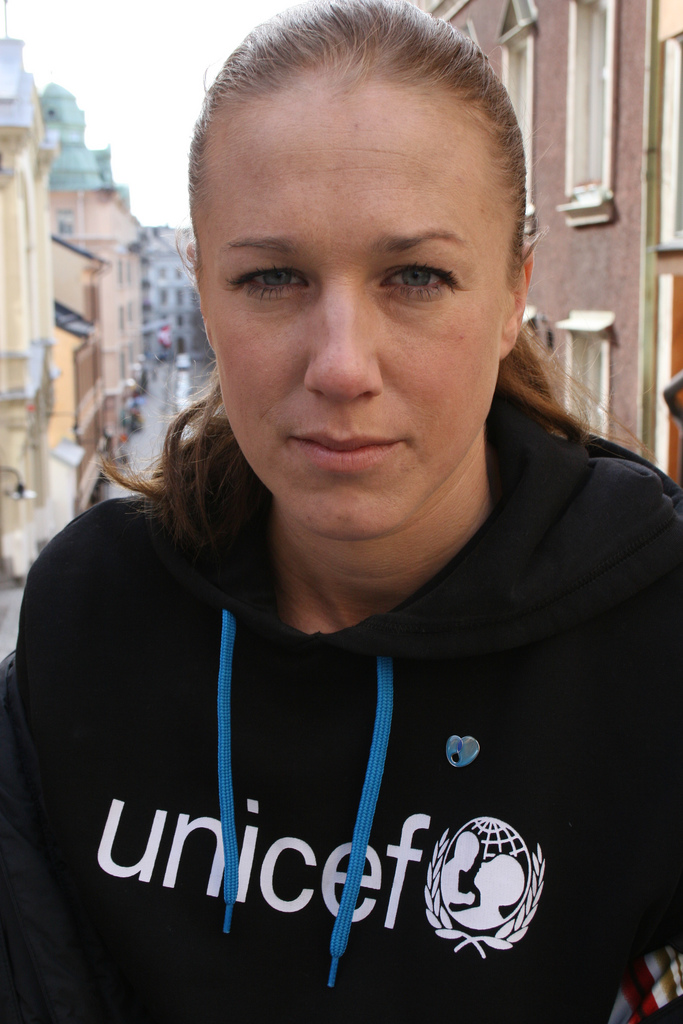
Kajsa Bergqvist med Unicef-tröja (foto från 2009).

Som junior var Kajsa Bergqvist inte bäst i Sverige. Den ett år yngre Emelie Färdigh vann SM i höjdhopp före Bergqvist åren 1994, 1995 och 1996. Färdigh tvingades 1998 att sluta med friidrotten i förtid, som 21-åring, på grund av en knäskada.

### Seniorkarriären
Kajsa Bergqvist har 2,06 m som personligt rekord utomhus, inomhus är hon världsrekordhållare med 2,08 m (satt den 4 februari 2006 vid en höjdhoppsgala i tyska Arnstadt). Världsrekordet utomhus ligger på 2,10 m och sattes 2024 av Jaroslava Mahutjitch från Ukraina. 
Från 2004 tränades Kajsa Bergqvist av Yannick Tregaro. Från och med början av sommaren 2007 lade hon upp och skötte sin träning själv, enligt en överenskommelse mellan henne och Tregaro.
Bergqvist slet av hälsenan vid en tävling i Båstad den 18 juli 2004 och missade därmed OS i Aten. I augusti 2005 i Helsingfors gjorde hon comeback genom att ta VM-guld i höjdhopp med 2,02 meter och belönades samma år med Svenska Dagbladets guldmedalj (bragdguldet).
Den 7 januari 2008 meddelade Bergqvist att hon slutar med friidrotten på grund av bristande motivation. De sista åren av karriären kantades av skador och comebacker, vilket tog hårt på henne, både fysiskt och psykiskt.

### Efter friidrottskarriären
År 2010 startade hon ett eget företag i Stockholm som importerar viner. Enligt ett pressmeddelande från vinföretaget Cefour 2010 är Bergqvist utbildad sommelière och ingick då i bolagets styrelse. Hon lämnade företaget 2013, strax efter att tre andra styrelsemedlemmar avgått. Endast ordföranden Mats Krönlein var kvar, och denne och en annan person dömdes sedan för grovt svindleri och insiderbrott.
Bergqvist är sedan oktober 2005 ambassadör för Unicef och hon har även blivit detsamma för IAAF. Hon reser också emellanåt runt och föreläser och har även arbetat som sportkommentator i TV och radio.
Bergqvist deltog tillsammans med Eurosports kommentator Maria Strandlund Tomsvik i tennisturneringen i Eurogames i Stockholm 2015.
Säsongen 2014 var hon av programledare för programmet Atleterna medan hon i säsongen 2015 medverkade som coach. Hon medverkade i Mästarnas mästare 2014 och slutade som sexa av tolv. År 2017 och 2019 var hon med i Superstars. Första gången kom hon sist, andra gången kom hon sexa av åtta deltagare. 
Bergqvist efterträdde 2021 Karin Torneklint som förbundskapten för Sveriges friidrottslandslag.

## Familj
Bergqvist, som har en äldre bror, växte upp i Sollentuna. Hon bodde 2001–2008 i Monaco och var 2007–2011 gift med regissören Måns Herngren. Efter skilsmässan från Herngren levde hon tillsammans med flickvännen Kristina 2011–2014. Den 6 augusti 2016 gifte hon sig med Hanna Hanve. Paret skilde sig sommaren 2018. 2019 bekräftade hon och Josefin Holmqvist offentligt att de var ett par, och de gifte sig 2021. Paret fick en son den 12 december 2022 och en dotter i januari 2025.

## Meriter

### Mästerskapsplaceringar
- Olympiska spelen[42]
  - 2000, Sydney - 1,99 m - Brons[1]
- VM (utomhus)[43]
  - 2001, Edmonton - 1,97 m - Brons[3]
  - 2003, Paris - 2,00 m - Brons[4]
  - 2005, Helsingfors - 2,02 m - Guld[2]
  - 2007, Osaka - 1,94 m - sjua[44]
- VM (inomhus)[43]
  - 2001, Lissabon - 2,00 m - Guld[5]
  - 2003, Birmingham - 2,01 m - Guld[6]
- EM (utomhus)
  - 2002, München - 1,98 m - Guld[7]
  - 2006, Göteborg - 2,01 m - Brons[8]
- EM (inomhus)
  - 2000, Gent - 2,00 m - Guld
  - 2002, Wien - 1,95 m - Silver[9]
- U23-EM
  - 1997, Åbo - 1,93 m - Silver
- Junior-VM
  - 1994, Lissabon - 1,88 m - Silver[43]
- Junior-EM
  - 1995, Nyíregyháza - 1,89 m - Silver

| Årsbästa | Årsbästa |
| År       | Höjd     |
| -------- | -------- |
| 1988     | 1,38 m   |
| 1989     | 1,56 m   |
| 1990     | 1,56 m   |
| 1991     | 1,61 m   |
| 1992     | 1,77 m   |
| 1993     | 1,84 m   |
| 1994     | 1,90 m   |
| 1995     | 1,90 m   |
| 1996     | 1,93 m   |
| 1997     | 1,95 m   |
| 1998     | 1,93 m   |
| 1999     | 1,98 m   |
| 2000     | 2,01 m   |
| 2001     | 2,00 m   |
| 2002     | 2,05 m   |
| 2003     | 2,06 m   |
| 2004     | 1,80 m   |
| 2005     | 2,03 m   |
| 2006     | 2,08 m   |
| 2007     | 2,02 m   |

### Andra segrar
- 1999: Bryssel (Golden League) - 1,97 m[47]
- 2000: DN-Galan Stockholm (Grand Prix) - 1,96 m[48]
- 2001: Vasa (Europacupen first league) - 1,92 m; Rom (Golden League) - 1,98 m;[47] Monaco (Golden League) - 1,99 m;[47] Berlin (Golden League) - 1,96 m[47]
- 2002: Sevilla (Europacupen first league) - 1,98 m; Lausanne (Grand Prix) - 2,04 m; Paris Saint-Denis (Golden League-gala) - 1,97 m; DN-Galan Stockholm (Grand Prix) - 2,00 m;[49] Bryssel (Golden League-gala) - 1,99 m
- 2003: Ostrava (Grand Prix) - 2,01 m; Villmanstrand (Europacupen first league) - 1,96 m; Eberstadt (höjdhoppargala) - 2,06 m (svenskt rekord utomhus)[50]
- 2004: Arnstadt (Höjdhoppargala)- 2,08 m (världsrekord inomhus)
- 2005: Gävle (Europacupen first league) - 2,01 m; Zagreb (Grand Prix) - 2,00 m; Madrid (Grand Prix) - 1,98 m; DN-Galan Stockholm (Grand Prix) - 1,95 m; Sheffield (Grand Prix) - 2,03 m; Monaco (World Athletics Final) - 2,00 m[43][51]
- 2006: Doha (Grand Prix) - 1,97 m; Málaga (Europacupen super league) - 1,97 m; Aten (Grand Prix) - 2,00 m; DN-Galan Stockholm (Grand Prix) - 2,02 m; London (Grand Prix) - 2,05 m; Eberstadt (höjdhoppargala) - 1,98 m; Stuttgart (World Athletics Final) - 1,98 meter[43][52]

### Andra insatser
- 2001: Melbourne (Grand Prix Final) - fyra, 1,95 m[53]
- 2002: Madrid (Världscupen) - tvåa, 2,02 m[54][55]
- 2003: Monaco (World Athletics Final) - trea, 1,99 m[56]